# Serendipity (canción)
«Serendipity» es una canción grabada por el grupo surcoreano BTS,  como un tema en solitario de Jimin. Fue publicada el 8 de septiembre de 2017 como parte del EP Love Yourself: Her y también fue incluida en el álbum recopilatorio Love Yourself: Answer, que fue lanzado el 24 de agosto de 2018.

## Antecedentes y lanzamiento
De acuerdo al escritor Ray Michael Djan Jr., «Serendipity» empezó como un párrafo profundo y significativo. Los productores se concentraron en crear una melodía fuerte para la canción y en cambiar las letras del inglés al coreano.
Cuando se publicó el tráiler, tanto «Jimin» como «Serendipity» fueron tendencia mundial. En una transmisión en vivo en la aplicación V Live, el líder del grupo, RM, reveló que el objetivo de Jimin con la canción era «presionarse a sí mismo como un vocalista», por lo que recurrió a él para que lo aconsejara. RM también mostró una parte de su versión. Al lanzar el vídeo musical, este alcanzó más de 7 millones de vistas y 1 millón de likes en 24 horas.

## Composición
Musicalmente, la canción fue descrita como sensual y relajante, con toques delicados de electrónica y R&B. El género fue denominado Alternative R&B por Billboard. Además, la versión intro tiene una duración de 2:20 minutos, mientras que la versión completa tiene 4:36, que se encuentra en Love Yourself: Answer, versión digital y física Está en la clave de A♭ mayor y tiene 87 beats por minuto. Las letras tienen un género neutro y hablan sobre seguir los sueños, el amor, la identidad y el propósito.

## Vídeo musical
El vídeo musical fue dirigido por Choi Yongseok y Lee Wonju de Lumpens y el montaje fue creado por Brian Puspos, quien había trabajado anteriormente con el grupo en el baile de «Butterfly». Otros miembros clave del personal fueron Nam Hyunwoo de GDW, quien fue el director de fotografía, Shin Seunghoon, quien se encargó de la iluminación, Park Jinsil de MU:E, quien colaboró como director de arte, y Seo Seungeok, que se encargó de los efectos especiales.

## Promoción
La canción fue promocionada en el 2018 KBS Song Festival el 29 de diciembre de 2018.

## Recepción
«Serendipity» recibió críticas positivas. IZM declaró que la canción tiene una calidad de ensueño, aclarando la alegría, convicción, y curiosidad del amor. Chester Chin, de star2, comentó que el tema fue una «balada suave y sensual» además de ser «una muestra excelente de la madurez del grupo». La versión Intro vendió 114 128 copias digitales en Corea del Sur, mientras que la versión completa se ubicó en el número 2 de la lista Billboard World Digital Songs y vendió más de 10 000 En Canadá, la versión completa se posicionó en el puesto 39 de las canciones más vendida tras su publicación y también fue la octava más vendida a nivel mundial.

## Créditos y personal
Los créditos de la canción están adaptados del CD Love Yourself: Answer.
- Slow Rabbit - Productor, teclado, sintetizador, arreglo vocal, ingeniero de audio @ Carrot Express
- Ray Michael Djan Jr - Productor
- Ashton Foster- Productor
- RM - Productor
- "hitman" bang - Productor
- Pdogg - Programación adicional
- JUNE - Coro
- ADORA - Coro, ingeniero de audio @ Adorable Trap
- Kim Seunghyeon - Guitarra
- Jeong Wooyeong - Ingeniero de audio @ Big Hit Studio
- Yang Ga - Ingeniero de mezcla @ Big Hit Studio
- Park Jimin - Intérprete

## Posicionamiento en listas
| Listas (2017)                                 | Mejor posición |
| --------------------------------------------- | -------------- |
| Corea del Sur (Billboard Hot 100)             | 7              |
| Corea del Sur (Gaon)                          | 18             |
| Estados Unidos (Billboard Digital Song Sales) | 2              |
| Nueva Zelanda (RMNZ Heatseeker Singles)       | 8              |

| Listas (2018)                                 | Mejor posición |
| --------------------------------------------- | -------------- |
| Corea del Sur (Billboard Hot 100)             | 9              |
| Corea del Sur (Gaon)                          | 77             |
| Escocia (The Official Charts Company)         | 78             |
| Estados Unidos (Billboard Digital Song Sales) | 8              |
| Francia (SNEP)                                | 93             |
| Hungría (Single Top 40)                       | 19             |
| Reino Unido (UK Downloaded Singles)           | 64             |

## Historial de lanzamiento
| País   | Fecha                    | Formato                     | Versión | Sello   |
| ------ | ------------------------ | --------------------------- | ------- | ------- |
| Varios | 18 de septiembre de 2017 | Descarga digital, streaming | Intro   | Big Hit |
| Varios | 24 de agosto de 2018     | Descarga digital, streaming | Regular | Big Hit |